# René Billotte
René Billotte, född 1846 i Tarbes, departementet Hautes-Pyrénées, död 1914 i Paris, var en fransk målare.
Billotte var en framstående representant för sin tids stämningsmåleri. I sina stämningar från Paris gator och utkanter och från landsbygden skildrade han med förkärlek samt med mild lyrik och raffinerad naturkänsla skymningens och solnedgångens tonskalor. Han finns representerad i Luxembourgmuseet.